# Calle de Ministriles

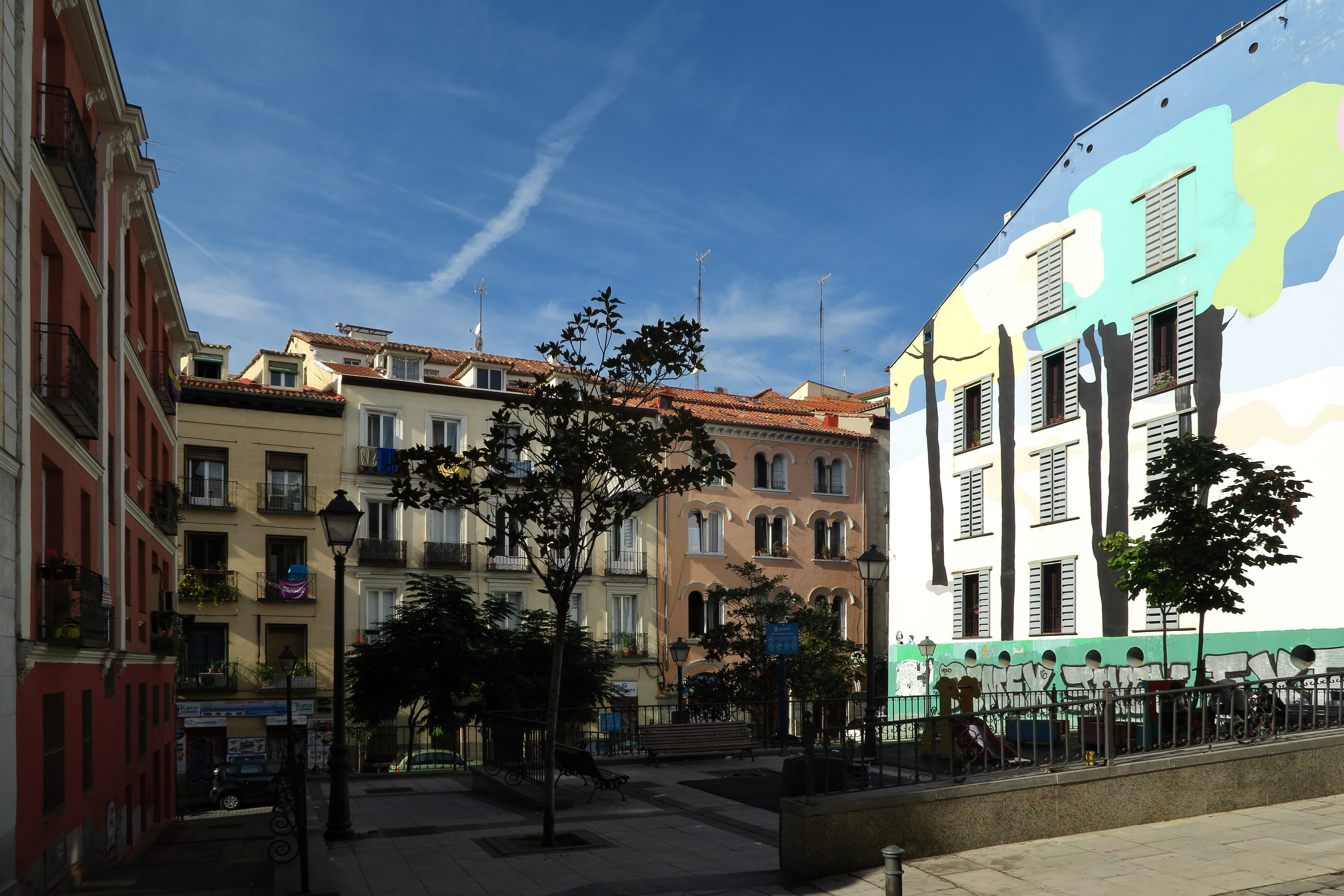
Mural 'trampantojo' en Ministriles Chica. Autora del diseño Cristina Gayarre.(en 2016)

La calle de Ministriles y su aneja Ministriles chica, son dos pequeñas calles en el barrio de Embajadores del distrito Centro de Madrid. La calle madre corre entre las del Calvario y la de San Carlos, mientras que Ministriles Chica es, como su nombre avisa, una pequeña bocacalle que sale de Ministriles para morir en la vecina calle Lavapiés. Toman su nombre del cuartel que allí tuvieron los alguaciles de la Villa o 'justicias menores', conocidos con ese título de "ministriles". Pertenecen al repertorio de calles galdosianas que aparecen en los Episodios Nacionales y las novelas españolas contemporáneas de Benito Pérez Galdós.

## Historia
Es difícil localizar el origen físico de la calle, pero algunos cronistas sugieren, sin datos fiables, que estuvieron acuartelados los alguaciles de la entonces Villa de Madrid, que además de sus viviendas disponían de calabozos y "cepo", para encarcelar a quienes no podían satisfacer las multas impuestas por los delitos que hubieran cometido.
Más lógico sería atribuir el nombre a los músicos que tocaban instrumentos de viento en los actos públicos y religiosos, que es lo que significa la palabra ministril. 
En esta calle de Ministriles tuvo casa propia el pintor barroco Antonio de Monreal que en ella falleció en 1646. Y no por ser calle menor carece de mención en las páginas del decano de los cronistas madrileños, el estudioso y periodista Ramón de Mesonero Romanos, que la incluye en su descripción de la ampliación hacia el sur de la villa de Madrid:

"Cuando, a mediados del siglo XVI, se verificó, casi simultáneamente con la venida de la corte, la tercera ampliación de Madrid, ya existía numeroso caserío más allá de la cerca que, según dijimos, corría desde la puerta de Antón Martín hasta la calle de Toledo y aquellos sitios costaneros y despejados por donde ahora corren las calles de Jesús y María, de Lavapiés, del Olivar, del Ave María y sus traviesas, eran ya célebres por sus afamados ventorrillos, tabernas y bodegones, entre los cuales sobresalía el nombrado de Manuela, sito en el Campillo (hoy calle) que conserva su nombre, y los altillos y rellanos de Buena Vista, de las Damas y Primavera, que eran los puntos adonde acudían a solazarse los menestrales madrileños, como ahora al nuevo arrabal de Chamberí. -Con el trascurso del tiempo y el aumento de la población fue agrupándose el caserío y formando dichas calles y sus traviesas, tales como las de la Cabeza, del Calvario, del Olmo, de los Ministriles, de los Tres Peces, de la Esperanza, de Zurita, del Salitre y de la Fe."
Mesonero Romanos en El antiguo Madrid. Paseos histórico-anecdóticos por las calles y casas de esta villa

### Calle galdosiana
En el episodio nacional titulado Napoleón en Chamartín, el fecundo cronista de Madrid y de España Benito Pérez Galdós inventa un singular salón de baile que sitúa en esta calle de Ministriles, como puede leerse en el capítulo inicial de este libro de la primera serie de episodios:

"Los salones de la Zancuda, en la calle de Ministriles, se abrían muy temprano, y allí había cierta grave etiqueta, con poco de fandango y menos de seguidillas, razón por la cual escaseaba la concurrencia. Era la Zancuda mujer de grandes atractivos, a pesar de su feísimo nombre, pero no gustaba de alborotos, porque su marido o lo que fuera, el Sr. Regodeo, era al modo de diplomático, hombre estirado, serio, ceñudo, y que en esto de burlar con sutilísima perspicacia las socaliñas de las aduanas, almojarifazgos o arbitrios de puertas, no se cambiaría por los más famosos de Sevilla y Ronda en el tal oficio. D. Diego y sus dos amigos frecuentaban poco esta casa, donde comúnmente se estaba como en misa."
Galdós, en el capítulo I de Napoleón en Chamartín. 